# Bad Intentions
Palmarès
1 fois IWGP Tag Team Championship
 1 fois GHC Tag Team Championship
Bad Intentions était une équipe de catch composée de Giant Bernard et Karl Anderson. L'équipe a été formée à la New Japan Pro Wrestling en octobre 2008 et a atteint sa première réalisation majeure en Novembre 2009 en remportant le G1 Tag League. 

## Formation (2008-2009)

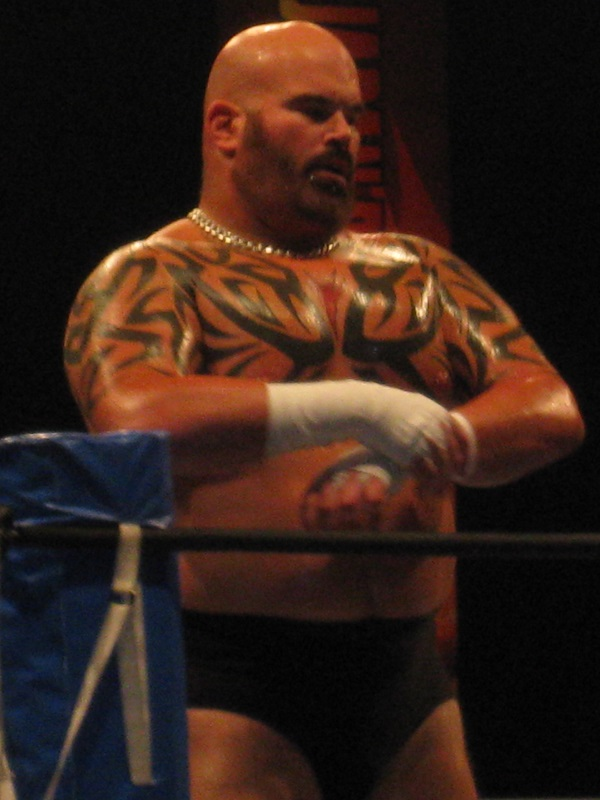
Giant Bernard

Ils participent ensuite au G1 Tag League 2009, ils remportent tout leur matchs et parviennent à se qualifier pour la demi-finale du tournoi où ils battent Wild Child (Manabu Nakanishi et Takao Omori),,. Plus tard dans la journée, ils battent Apollo 55 (Prince Devitt et Ryusuke Taguchi) en finale pour remporter le tournoi et déclarent ensuite la guerre à Team 3D.

### IWGP Tag Team Champions (2010-2012)

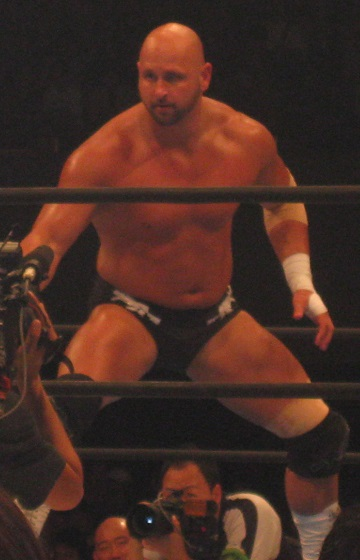
Karl Anderson

Lors de Wrestle Kingdom IV, ils perdent contre No Limit (Tetsuya Naitō et Yujiro Takahashi) dans un Hardcore Three-Way Match qui comprenait également Team 3D et ne remportent pas les IWGP Tag Team Championship,,,. Le 4 avril 2010, les membres de Chaos (Takashi Iizuka et Toru Yano) expulsent Anderson du groupe avec l'aide de No Limit, qui ont rejoint le groupe dans le processus. Giant Bernard, qui n'était pas présent, a fini par quitter Chaos aux côtés de son partenaire.
Lors de Wrestle Kingdom V, ils conservent les titres contre Beer Money, Inc. et Muscle Orchestra (Manabu Nakanishi et Strong Man),.
Lors de Dominion 6.18, ils conservent les titres contre Takuma Sano et Yoshihiro Takayama pour battre le record de défenses réussies des IWGP Tag Team Championship et remporter les GHC Tag Team Championship par la même occasion,,. Le 3 juillet, ils conservent les IWGP Tag Team Championship contre Hirooki Goto et le IWGP Heavyweight Champion Hiroshi Tanahashi. Le 23 juillet, ils conservent les GHC Tag Team Championship contre Takeshi Morishima et Yutaka Yoshie,.
Lors de Wrestle Kingdom VI, ils perdent les IWGP Tag Team Championship contre Tencozy (Hiroyoshi Tenzan et Satoshi Kojima), mettant fin à leur règne de 564 jours et de dix défenses de titre avec succès,,,. Le 22 janvier, ils perdent les GHC Tag Team Championship contre Akitoshi Saito et Jun Akiyama.

## Caractéristiques
- Prise de finition

- Prises de signatures

- Prise par équipe
  - Magic Killer

## Palmarès
- New Japan Pro Wrestling
  - 1 fois IWGP Tag Team Championship
  - G1 Tag League 2009

- Pro Wrestling Noah
  - 1 fois GHC Tag Team Championship